# 拉斯金 (明尼蘇達州)
拉斯金（英語：Ruskin）是位於美國明尼蘇達州賴斯縣里奇蘭鎮區及沃爾科特鎮區的一個非建制地區。

## 地理
拉斯金所處的海拔為高於海平面348米（即1142英呎），而該地所採用的時區為UTC-6，即北美中部時區（CST）。同時該地設有夏令時間，為UTC-6調快一小時，即UTC-5（CDT）。